# Comarca de Lucena
A Comarca de Lucena é uma comarca de primeira entrância com sede no município de Lucena, no estado da Paraíba, Brasil.
A referida comarca é formada unicamente pelo município de Lucena, não possuíndo termo.